# Notación de zapateado flamenco
La notación de zapateado flamenco es un tipo de notación de danza. Es la representación gráfica de los aspectos sonoros y motrices de los movimientos propios del baile flamenco, que se producen en la acción de zapatear (que no es lo mismo que los estilos de baile llamados «zapateado»). 

## Historia
Existen diversas formas de notación de danza. Éstas se basan principalmente en movimientos y posiciones corporales. El zapateado es un elemento que forma parte de algunas danzas y también existe notación para ello. En el baile flamenco podemos encontrar notaciones de zapateado como la de Teresa Martínez de la Peña que fue una de las primeras autoras en incluir símbolos para la notación del zapateado flamenco. Pedro Alarcón en su libro Método pedagógico de interacción música/danza, también expone símbolos de notación de zapateado flamenco. Posteriormente, autores como Eulalia Pablo y Jose Luís Navarro en Figuras, pasos y mudanzas señalan sus propios símbolos de notación. Rosa de las Heras propone un sistema de notación para el zapateado flamenco en varias publicaciones audiovisuales con partituras (libros,CD y DVD).

## Símbolos de la notación
En general se encuentran siempre cinco símbolos para movimientos del pie, reflejados en la notación del zapateado flamenco. Según el autor, este nombre puede variar, pero por lo general coinciden en el movimiento. Algunos señalan símbolos adicionales para los movimientos más específicos.
La notación de Martínez de la Peña consta de 5 símbolos básicos denominados: punta, tacón, planta, puntera y tacón raspado; para representar las distintas formas con las que el pie golpea el suelo. Se suman las indicaciones de Derecha o Izquierda y números para indicar los tiempos flamencos.

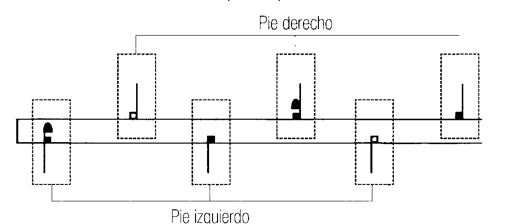
Símbolos de notación de zapateado flamenco con pie derecho y pie izquierdo. Notación de zapateado flamenco propuesta por Rosa De las Heras.

La notación de Alarcón señala tres líneas de percusión para tres mecanismos del pie: la línea de arriba, nombrada “P”, para indicar el movimiento que denomina punta; la línea “T”, para indicar el movimiento que denomina tacón; y la línea inferior, “PL”, para indicar el movimiento que denomina planta. A esta partitura de tres líneas se le suman letras y números para indicar el resto de movimientos. Además, cuenta con explicación tanto para pie derecho como para pie izquierdo. El ritmo lo señala a través de la notación musical tradicional occidental.
La notación de Pablo y Navarro propone 5 símbolos básicos algo similares a los de Martínez de la Peña, pero suma la palabra "golpe" a la denominación. Cuenta con símbolos adicionales, incluyendo uno de posiciones sordas.
De las Heras señala su notación con símbolos del pie, como cabezas de nota. Indica 5 símbolos básicos que denomina: planta, media planta, punta, tacón en bloque y tacón de arista. Trabaja con dos líneas de percusión: el pie derecho en la línea de percusión superior y el izquierdo en la línea  inferior. El ritmo está basado en el sistema de notación musical tradicional occidental de un modo similar que la notación de percusión.